# 龙嫩突
龙嫩突（?—?），龙姓，8世纪初西域焉耆国王。
龙突骑支死后，龙嫩突即位。武则天长安年间，以焉耆国小人少，他们对于使者过客不堪其劳，武则天下诏安西四镇经略使禁止傔使私马、无品者肉食。开元七年，龙嫩突死，龙焉吐拂延继立。
| 前任： 龙突骑支 | 焉耆国王 ？—719年 | 繼任： 龙焉吐拂延 |